# محرمانه تهران
محرمانه تهران فیلمی به کارگردانی مهدی فیوضی، نویسندگی مهدی فیوضی و فرهاد طب نوری و تهیه کنندگی قاسم جعفری ساختهٔ سال ۱۳۹۰ است.
بخش‌هایی از این فیلم در کشور گرجستان و در سردترین زمستان این کشور فیلمبرداری شد، این فیلم قرار بود سال ۹۱ اکران شود. اما قاسم جعفری تهیه‌کننده فیلم با توجه به اختلاف مالی که با بنیاد سینمایی فارابی داشت از این مؤسسه شکایت کرد و ماجرا حقوقی شد و جلوی اکران فیلم گرفته شد.

## داستان فیلم
فیلم تم جاسوسی و اکشن دارد و ماجرای ورود یک جاسوس به کشور است و اتفاقاتی که حول این محور می افتد

## بازیگران
- علیرضا جلالی تبار
- الهام جعفرنژاد
- حمیدرضا افشار
- سحر قریشی
- صالح میرزاآقایی
- نبی الله پیرهادی
- رامتین خداپناهی
- جواد طاهری
- مدیا ذاکری
- حسن شمس